# 에스타디오 시우다드 데 투델라
에스타디오 시우다드 데 투델라(스페인어: Estadio Ciudad de Tudela)는 스페인 나바라주 투델라에 위치한 다목적 경기장이다. 1969년 8월 17일에 에스타디오 호세 안토니오 엘롤라(Estadio José Antonio Elola)라는 이름으로 설립되었다. 주로 축구 경기에 사용되며 CD 투델라노의 홈 경기장이다.